# Robert Esnault-Pelterie
Pour les articles homonymes, voir Esnault-Pelterie et Esnault.
Robert Esnault-Pelterie, né le 8 novembre 1881 à Paris 9e et mort le 6 décembre 1957  à Nice, est un ingénieur aéronautique et inventeur français. On lui doit notamment les inventions de l'aileron (1905) et du manche à balai (1906) ainsi que le développement du moteur en étoile. En 1907, il est le premier à faire voler un avion monoplan à structure métallique, le REP 1 dont il a assuré entièrement la conception et l'assemblage, y compris ceux du moteur. Il figure aussi parmi les pionniers de l'astronautique, dont il a été l'un des premiers théoriciens.

## Biographie
Issu d'une famille d'industriels du textile, Robert Esnault-Pelterie achève en 1902 des études de physique à  l'université de Paris, puis installe en 1904 un laboratoire de recherche sur les moteurs, ainsi que sur les planeurs et les avions au fond du jardin de la résidence secondaire de ses parents, au 35 rue des Abondances à Boulogne-sur-Seine.
Le 6 novembre 1928, à bord de l'Île de France en route pour New York, il épouse Carmen Bernaldo de Quirós, fille de Don Antonio et Yvonne Cabarrus, et petite-fille du général marquis de Santiago, Grand d'Espagne, chef de la maison militaire de la reine Isabelle II.

## Carrière

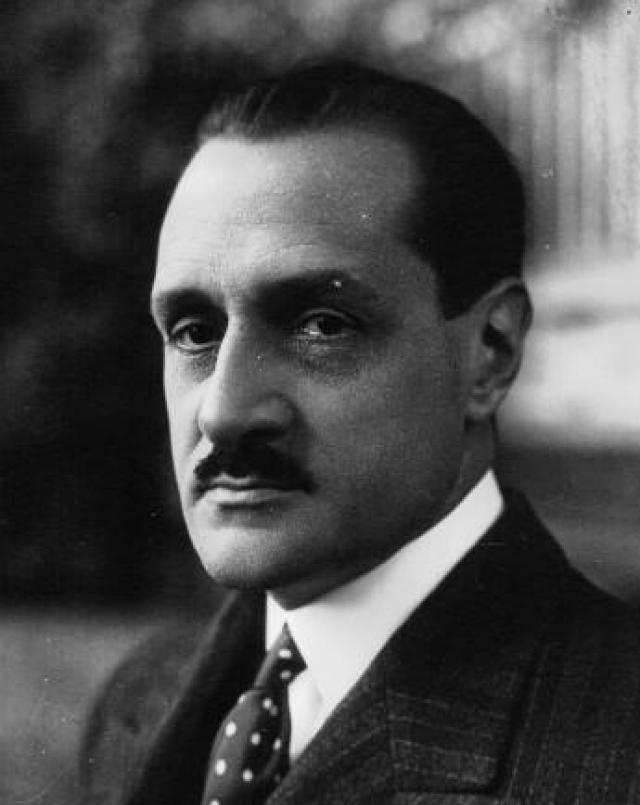
Robert Esnault-Pelterie en 1930.

En 1902, il dépose son premier brevet d’invention, concernant un relais électrique. Il en déposera plus de 120 autres au cours de sa carrière.
En 1905, il invente l'aileron (invention également attribuée à Richard Pearse) en modifiant un avion de sa construction conçu d'après le Flyer des frères Wright. Avec les capitaux de sa grand-mère maternelle, son père, Albert, l'associe cette même année à une nouvelle société, les établissements Esnault-Pelterie, au capital de 800 000 francs. En 1906, la société acquiert au 149 rue de Silly à Boulogne-sur-Seine un terrain et Robert invente le moteur en étoile.
En décembre 1906 et janvier 1907, il dépose trois demandes de brevet décrivant un aéroplane muni d'un dispositif de commande par levier(s), ce qui lui donnera la paternité (et le titre d'inventeur) du manche à balai. Le 10 octobre 1907, à Buc-Toussus-le-Noble, il teste son REP 1, monoplan à structure métallique entoilée et vernie, équipé d’un moteur en étoile. C'est le premier monoplan à voler et le premier avion construit à partir d'une armature de métal. Le métal apportait la rigidité et son surpoids était compensé par l'abandon de la structure biplane. Après un accident le 18 juin 1908, il abandonne le pilotage et la même année ouvre, sur le terrain de la rue de Silly, la deuxième usine aéronautique du monde après celle, toute proche, des frères Voisin, la société REP (qui existe toujours).

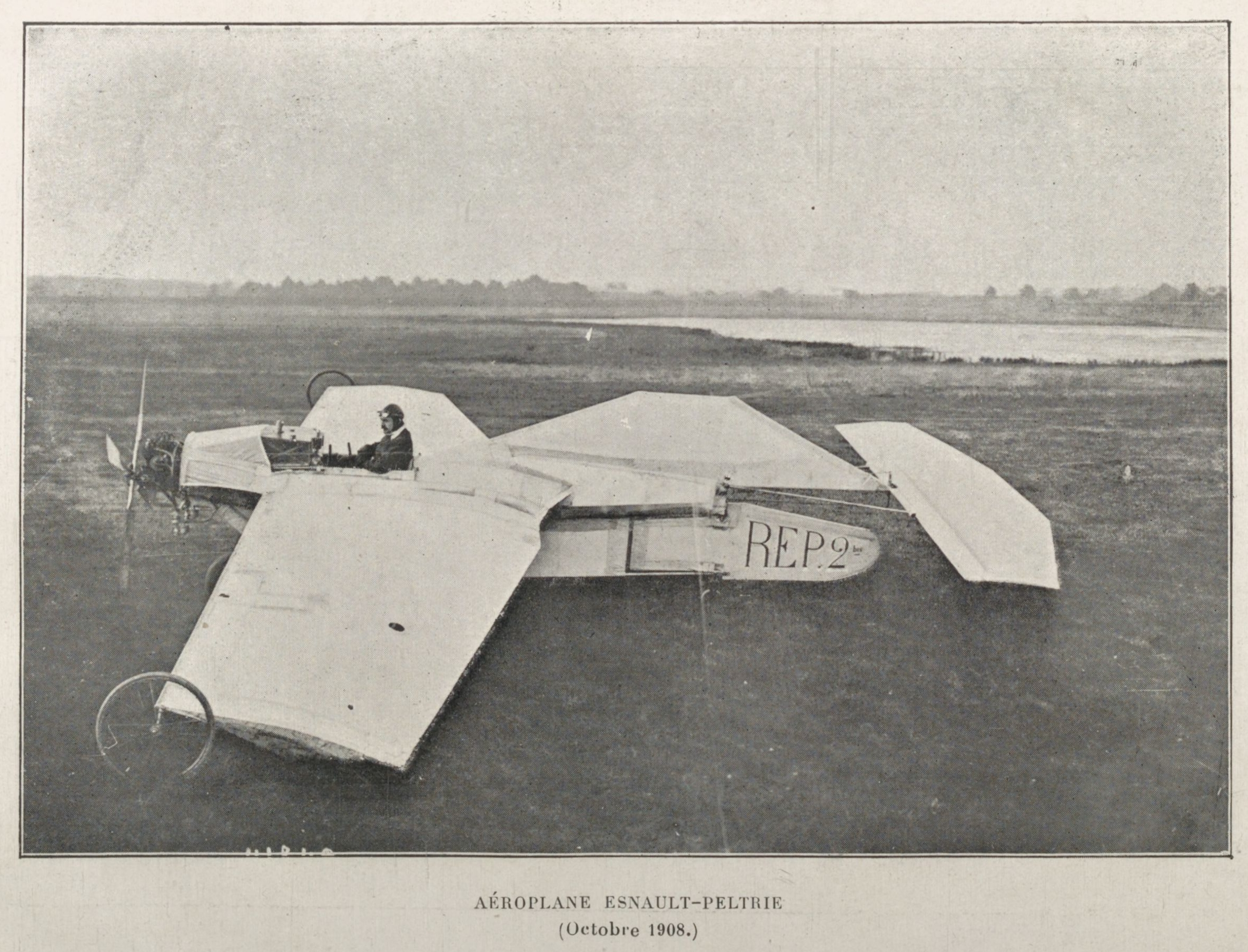
Le REP2 en octobre 1908.

Il participe en 1909 à la Grande Semaine d’Aviation de la Champagne où il s'inscrit comme pilote avec deux aéroplanes REP (moteur, hélice et avion) mais ne les fait pas sortir des hangars.
Il est le cofondateur avec André Granet (1881-1974) de l'Association des Industriels de la Locomotion Aérienne (ancêtre de l'actuel Groupement des industries françaises aéronautiques et spatiales ou GIFAS). Avec lui, il sera à l'initiative de la Première exposition de la locomotion aérienne au Grand Palais à Paris en 1909, qui deviendra l'actuel salon international de l'aéronautique et de l'espace du Bourget.

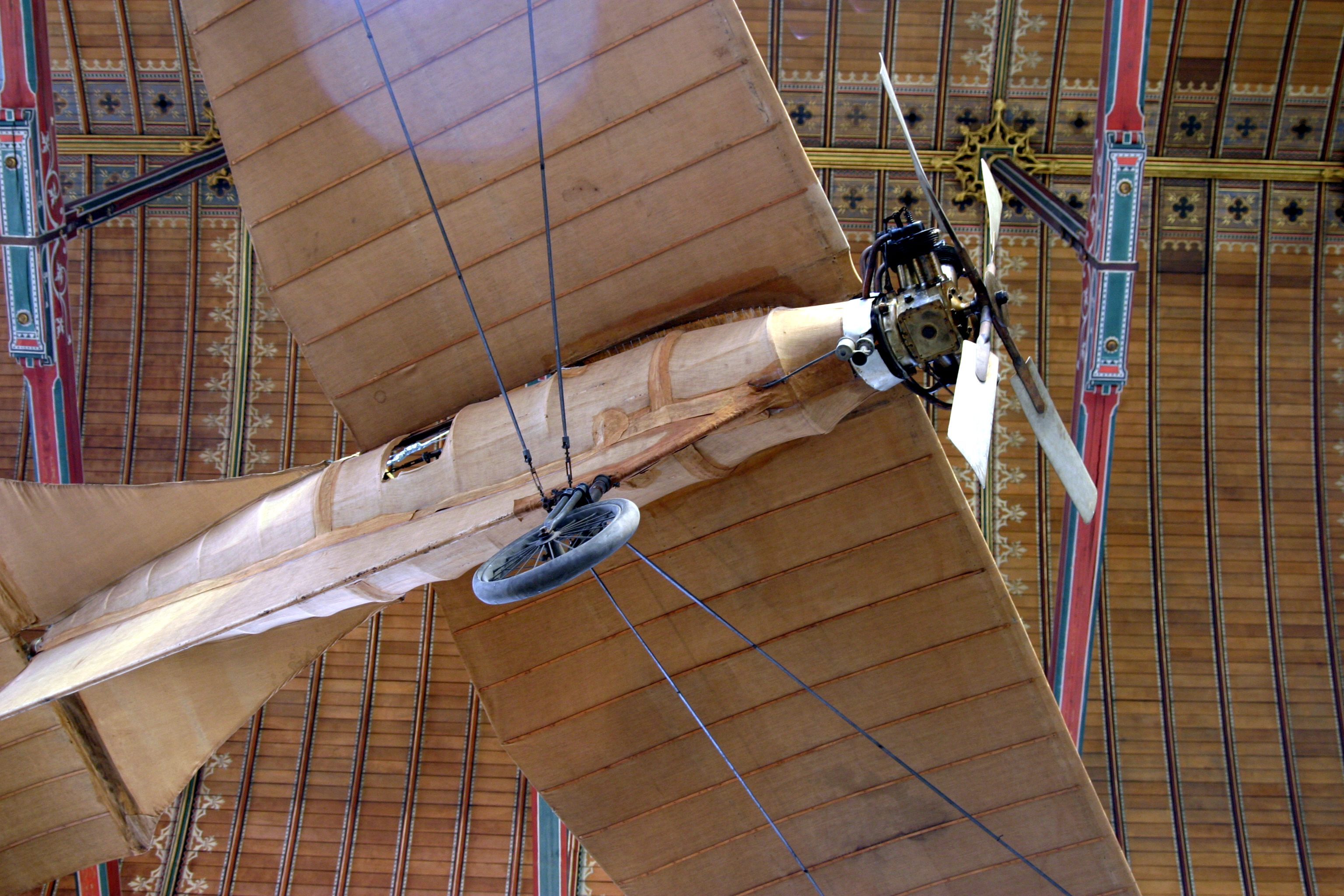
Avion Esnault-Pelterie, 1906.

L'entreprise britannique Vickers construisit sous licence huit Vickers R.E.P. Type Monoplane de son invention entre 1911 et 1912.
À partir de 1912, il se lance dans des études sur la propulsion par réaction et au vol spatial. Président de la Chambre Syndicale des Industries Aéronautiques, c'est lui qui reçoit sur l'aérodrome de Buc, le 17 mai 1913, le roi d'Espagne Alphonse XIII pour la plus grande exposition jusqu'alors.
Le 16 février 1915, Giovanni Battista Caproni et le Lieutenant Colonel Stammer, directeur du STAé signent l'accord de cession de licence. Les appareils Caproni Ca.31 seront construits sous licence par l'usine Esnault-Pelterie à Lyon-Bron. L'Italie ne pouvant pas fournir ses moteurs Fiat, on se tourne vers la production nationale pour motoriser les Ca-31, renommés CEP pour « Caproni Esnault Pelterie », devant alors recevoir une légère adaptation de la structure. Cet accord prévoit la production de 89 appareils, à partir d'août 1915, 3 par mois jusqu'eu décembre 1915, 41 en 1916, 6 en 1917 et 28 en 1918. Dans l'aéronautique militaire française, cet avion est renommé CEP 1 B2 puis 1 Bn2, quand son utilisation exclusivement nocturne est décidée. Equipé au départ de deux moteurs le Rhône de 80 ch et un de 100 ch, la version définitive est motorisée avec deux moteurs latéraux le Rhône 9C et 9J de 80 ch et un moteur central propulsif Canton Unné P 9 de 130 ch. Le premier exemplaire est homologué fin août 1915. Ces configurations n'ayant pas donné satisfaction, considérés comme sous-motorisés, rapidement les moteurs sont remplacés par des Le Rhône 110 ch.
Durant la Première Guerre mondiale, il construit entre autres des REP Parasol (en) pour le Royal Naval Air Service.
En 1927, Robert Esnault-Pelterie est membre du Comité pour la promotion des voyages dans l’espace, aux côtés de Henri Chrétien, J.-H. Rosny aîné, Charles Maurain, Jean Perrin, Léon Gaumont, le Général Gustave Ferrié, Rodolphe Soreau, Eugène Fichot et Émile Belot.
André Hirsch raconte dans une interview le déroulement de la première réunion : « En 1927, à la première réunion du comité, nous avions la chance d'avoir parmi nous le président de l'Académie Goncourt qui s'appelait J.-H. Rosny aîné. Robert Esnault-Pelterie avait proposé pour cette science nouvelle, qu'il fallait bien tout de même baptiser, le nom de sidération par parallèle avec l'aviation. Mais nous avons trouvé le titre un peu ridicule et, après avoir proposé le mot cosmonautique, J.-H. Rosny aîné a proposé le mot astronautique qui a été adopté à l'unanimité et qui, on peut le dire, a fait le tour du monde. Dans le monde entier, aujourd'hui, cette recherche, cette science nouvelle, s'appelle l'astronautique. »

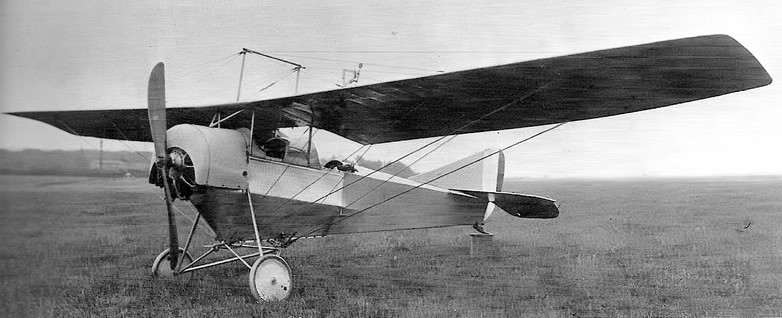
Un REP Parasol de la Royal Naval Air Service en 1915. Deux escadrilles en seront dotées.

Le 8 juin 1927, il fait un exposé remarqué sur L'Exploration par fusées de la très haute atmosphère et la possibilité des voyages interplanétaires. En 1930, il publie L'Astronautique où il vulgarise le concept de vol spatial. Dès lors, il anime à travers le monde des conférences sur le sujet, comme celle de New York en 1931 en ouverture du film de Fritz Lang, La Fille de la Lune. En 1931, il réalise une fusée à combustible liquide. Il perd l'extrémité de quatre doigts de la main gauche lors d'une explosion dans son laboratoire de Boulogne-Billancourt alors qu'il fait des expériences sur le tétranitrométhane. Il est élu membre de l'Académie des sciences en 1936.

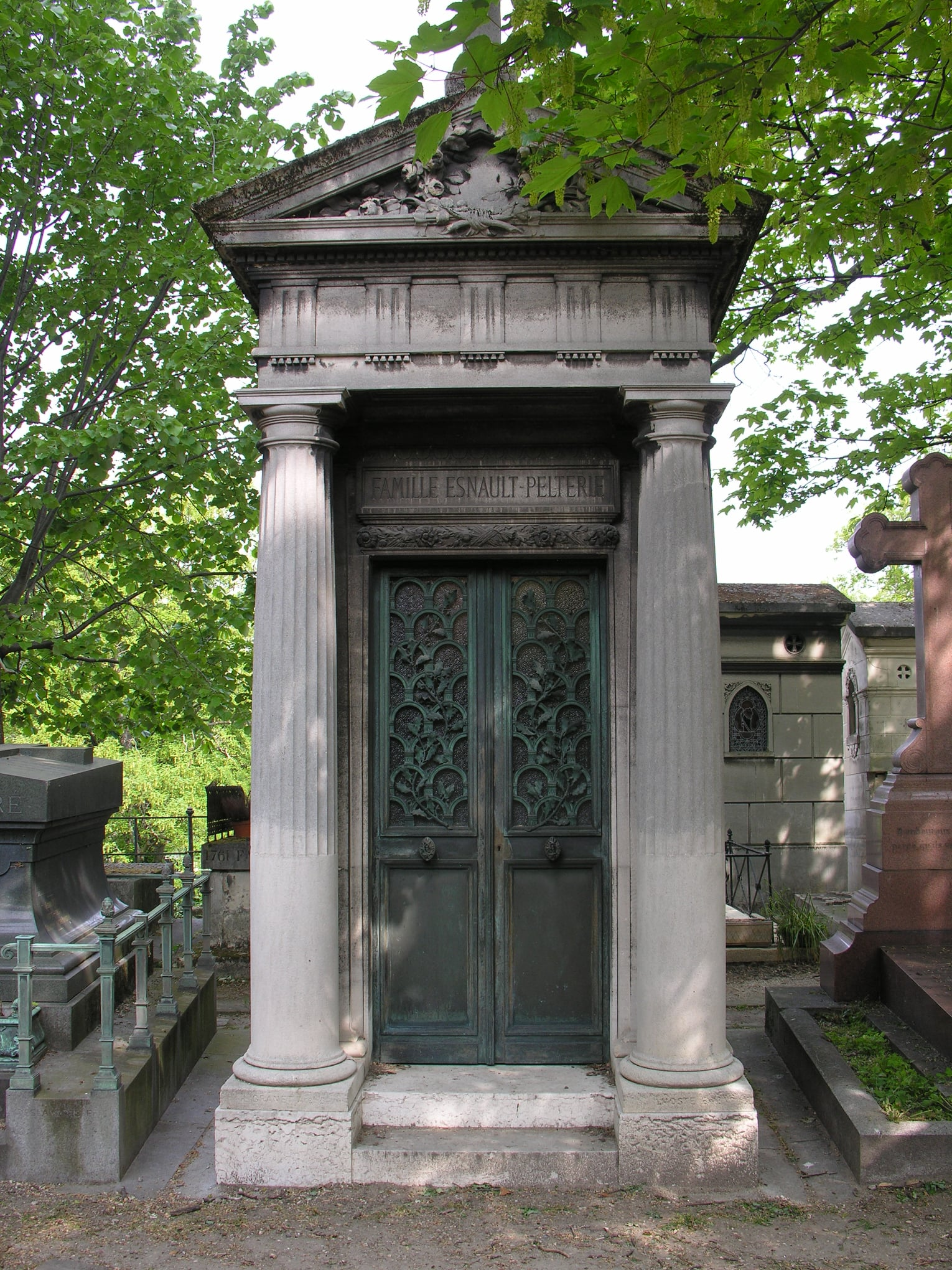
Sépulture au cimetière de Montmartre.

Une série de procès retentissants pour faire reconnaître ses brevets, notamment contre le gouvernement américain, deux arrêts de la Cour suprême et un vote du Congrès, le freinent dans ses projets spatiaux. Il finit par obtenir un financement du gouvernement français mais celui-ci est sous-dimensionné : la première fusée française ne sera pas construite avant la défaite de 1940 et c'est Wernher von Braun qui, à Peenemünde, avant de continuer à la NASA, fera partir les premières fusées. Fatigué et malade, Robert Esnault-Pelterie s'exile en Suisse et meurt à Nice deux mois après le vol inaugural de Spoutnik au cours duquel il lui sera rendu hommage. Il est inhumé au cimetière de Montmartre (21e division).

## Distinctions
- Officier de la Légion d'honneur (1921).

## Hommages

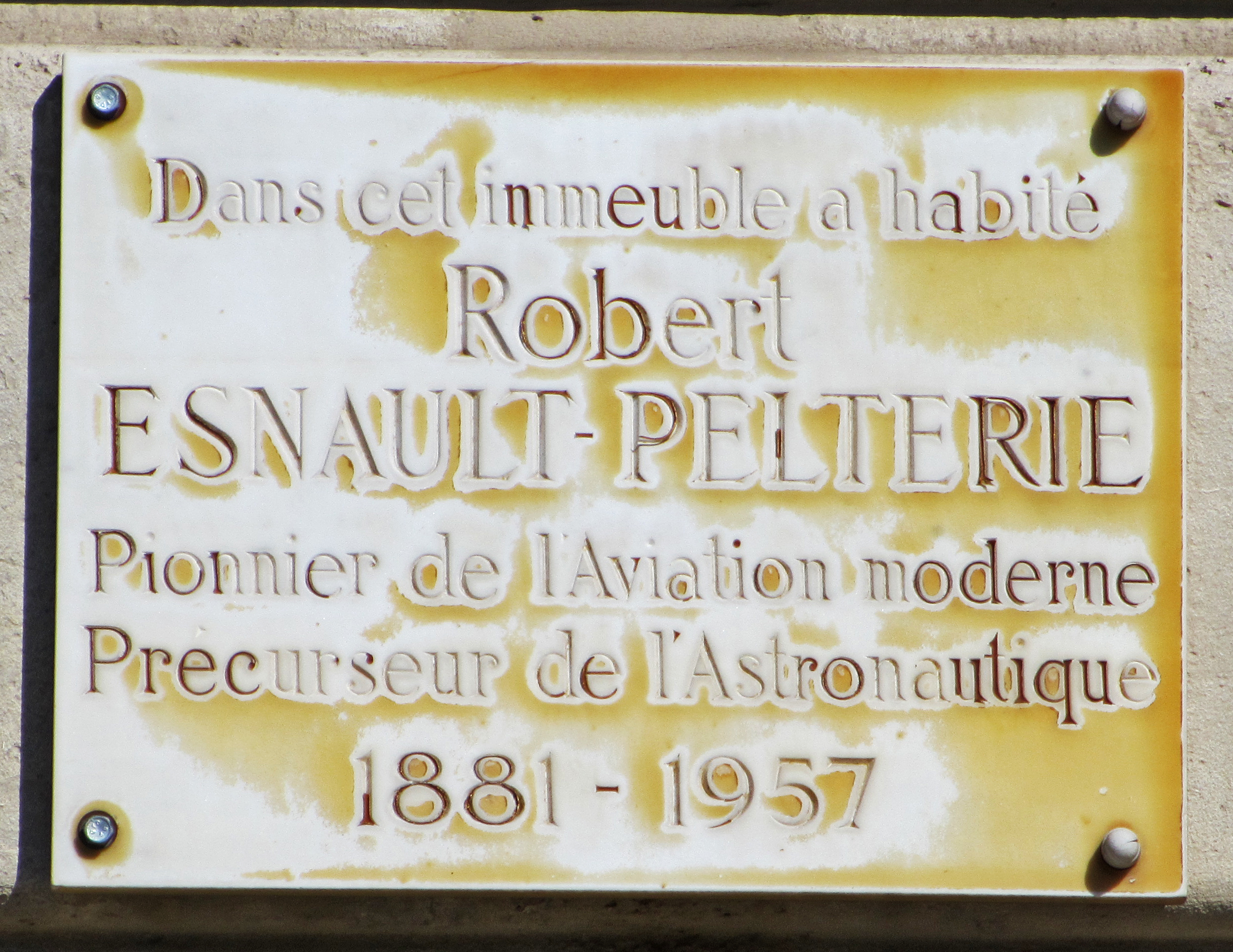
Plaque au n°23 rue de Constantine (7e arrondissement de Paris), où il vécut. Dans le prolongement de cette rue, la rue Robert-Esnault-Pelterie a été nommée en son honneur.

- En 1925, J.-H. Rosny aîné lui rend hommage dans le roman Les Navigateurs de l'infini en nommant un de ses personnages « Arénaut, conquérant de l’Interstellaire »[9].
- En 1930, Théo Varlet fait de même dans La Grande Panne avec « Hénault-Feltrie », président de la Ligue Astronautique de France[10].
- En 1967, la poste française lui rend hommage par un timbre de 60 centimes, outremer foncé, bleu-gris et gris-vert[11],[12],[13].
- En 1970, l'Union astronomique internationale donne son nom à un cratère lunaire, le cratère Esnault-Pelterie.